# ميكي بلور
ميكي بلور (بالإنجليزية: Micky Bloor)‏ هو لاعب كرة قدم بريطاني في مركز الدفاع، ولد في 25 مارس 1949 في ريكسهام في المملكة المتحدة. لعب مع ستوك سيتي ونادي دارلنجتون ونادي لينكولن سيتي.